# رتوزین (فلاونول)
رتوزین (به انگلیسی: Retusin) با فرمول شیمیایی C۱۹H۱۸O۷ یک ترکیب شیمیایی با شناسه پاب‌کم ۵۳۵۲۰۰۵ است. که جرم مولی آن ۳۵۸٫۳۴ g/mol می‌باشد. 